# Rối loạn phổ rượu ở thai nhi
Rối loạn phổ rượu ở/của thai nhi (FASDs) là một nhóm các tình trạng có thể xảy ra ở một người có mẹ uống rượu khi mang thai. Các vấn đề có thể bao gồm ngoại hình bất thường, chiều cao ngắn, trọng lượng cơ thể thấp, kích thước đầu nhỏ, khả năng phối hợp kém, trí thông minh thấp, vấn đề hành vi và các vấn đề về nghe hoặc nhìn. Những người bị ảnh hưởng có nhiều khả năng gặp rắc rối ở trường, bị các vấn đề pháp lý, tham gia vào các hành vi nguy cơ cao và gặp rắc rối với rượu hoặc các loại thuốc gây nghiện khác. Dạng nghiêm trọng nhất của tình trạng này được gọi là hội chứng rượu bào thai(FAS). Các loại khác bao gồm hội chứng rượu bào thai một phần (pFAS), rối loạn phát triển thần kinh liên quan đến rượu (ARND) và dị tật bẩm sinh liên quan đến rượu (ARBD). Một số chỉ chấp nhận FAS như một chẩn đoán, xem bằng chứng là không có tính quyết định thuyết phục do trùng lặp với các loại bệnh khác.
Rối loạn phổ rượu ở thai nhi là do uống rượu trong khi mang thai. Các khảo sát từ Hoa Kỳ đã tìm thấy khoảng 10% phụ nữ mang thai đã uống rượu trong tháng trước và 20% đến 30% uống vào một số thời điểm trong thai kỳ. Khoảng 4,7% phụ nữ Bắc Mỹ đang mang thai là người nghiện rượu. Nguy cơ của các vấn đề phụ thuộc vào số lượng tiêu thụ và tần suất tiêu thụ cũng như khi mang thai, rượu được tiêu thụ. Các yếu tố nguy cơ khác bao gồm mẹ già, hút thuốc và chế độ ăn uống kém. Không có số lượng an toàn hoặc thời gian an toàn để uống trong khi mang thai. Mặc dù uống một lượng nhỏ rượu không gây ra bất thường ở mặt, nhưng nó có thể gây ra các vấn đề về hành vi. Rượu vượt qua hàng rào máu não và ảnh hưởng trực tiếp và gián tiếp đến em bé đang phát triển. Chẩn đoán dựa trên các dấu hiệu và triệu chứng ở người.
Rối loạn phổ rượu của thai nhi có thể phòng ngừa bằng cách tránh uống rượu. Vì lý do này, các cơ quan y tế khuyên không nên uống rượu khi mang thai hoặc trong khi cố gắng mang thai. Trong khi tình trạng là vĩnh viễn, điều trị có thể giúp cải thiện kết quả. Các can thiệp có thể bao gồm liệu pháp tương tác giữa cha mẹ và con cái, nỗ lực sửa đổi hành vi của trẻ và có thể cả thuốc men.
FASD được ước tính sẽ ảnh hưởng từ 2% đến 5% số người ở Hoa Kỳ và Tây Âu. FAS được cho là xảy ra trong khoảng 0,2 đến 9 trên 1000 ca sinh sống ở Hoa Kỳ. Ở Nam Phi, một số vùng dân cư có tỷ lệ mắc bệnh cao tới 9%. Những tác động tiêu cực của rượu trong khi mang thai đã được mô tả từ thời cổ đại. Chi phí trọn đời cho mỗi đứa trẻ mắc FAS là 2.000.000 đô la vào năm 2002 ở Mỹ. Thuật ngữ hội chứng rượu bào thai - fetal alcohol syndrome được sử dụng lần đầu tiên vào năm 1973.